# Laurisilva canaria

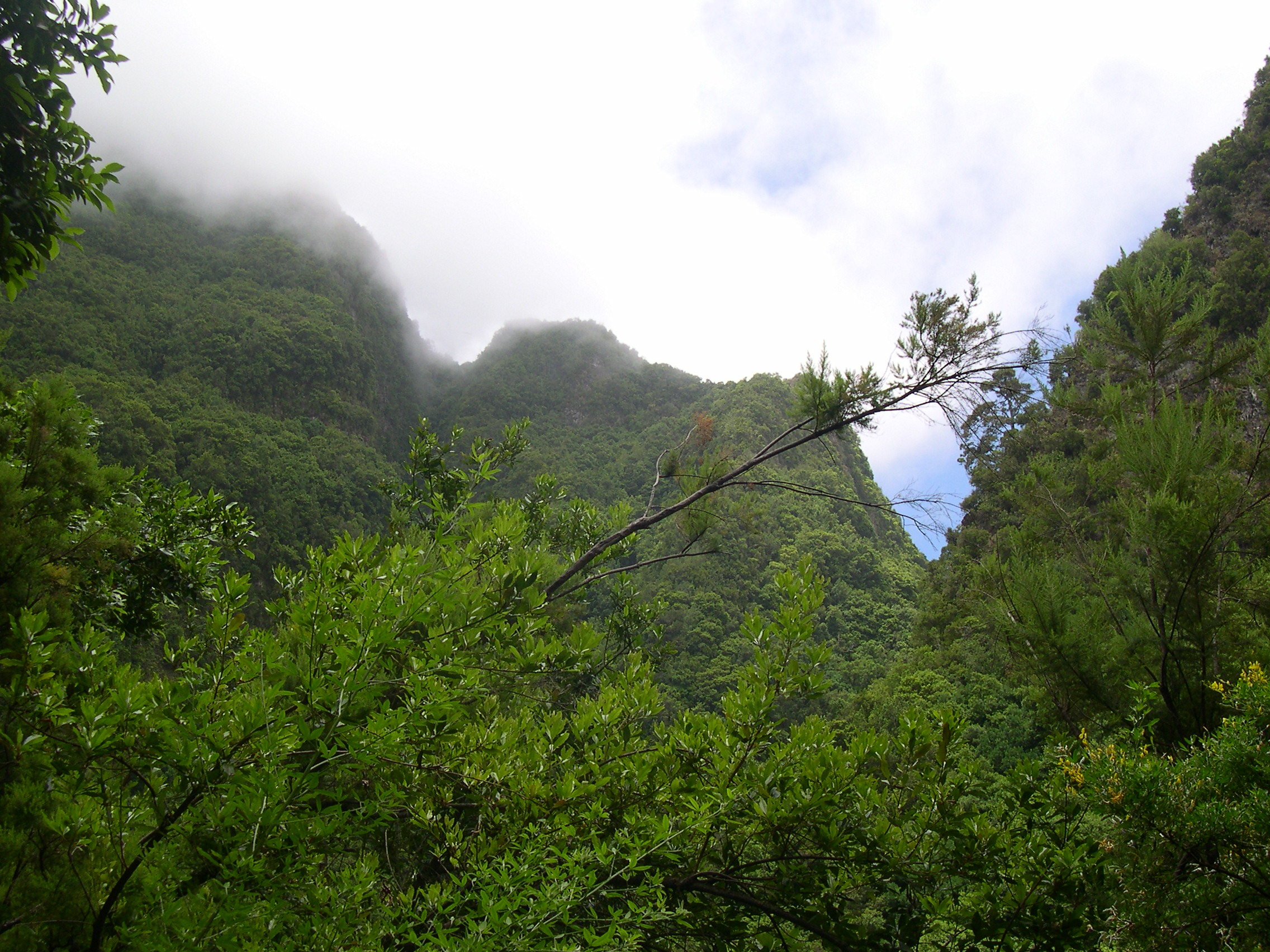
Laurisilva canaria en la isla de La Palma.

La laurisilva canaria es un tipo de bosque subtropical húmedo presente en algunas de las Islas Canarias (España). Está muy emparentado con otras formaciones boscosas comunes en el resto del espacio biogeográfico denominado la Macaronesia, como la Laurisilva de Madeira (Portugal). Lo conforman especies arbóreas de la familia de las lauráceas, que junto al Fayal-Brezal compone el denominado monteverde. Presenta suelos profundos y es característico de las medianías (entre 600 y 1500 m de altitud) a barlovento (orientadas al norte) influidas por las brumas de los alisios, carentes de heladas, con precipitaciones de 500 a 1100 mm y una temperatura media anual de entre 15 y 19 °C.

## Origen

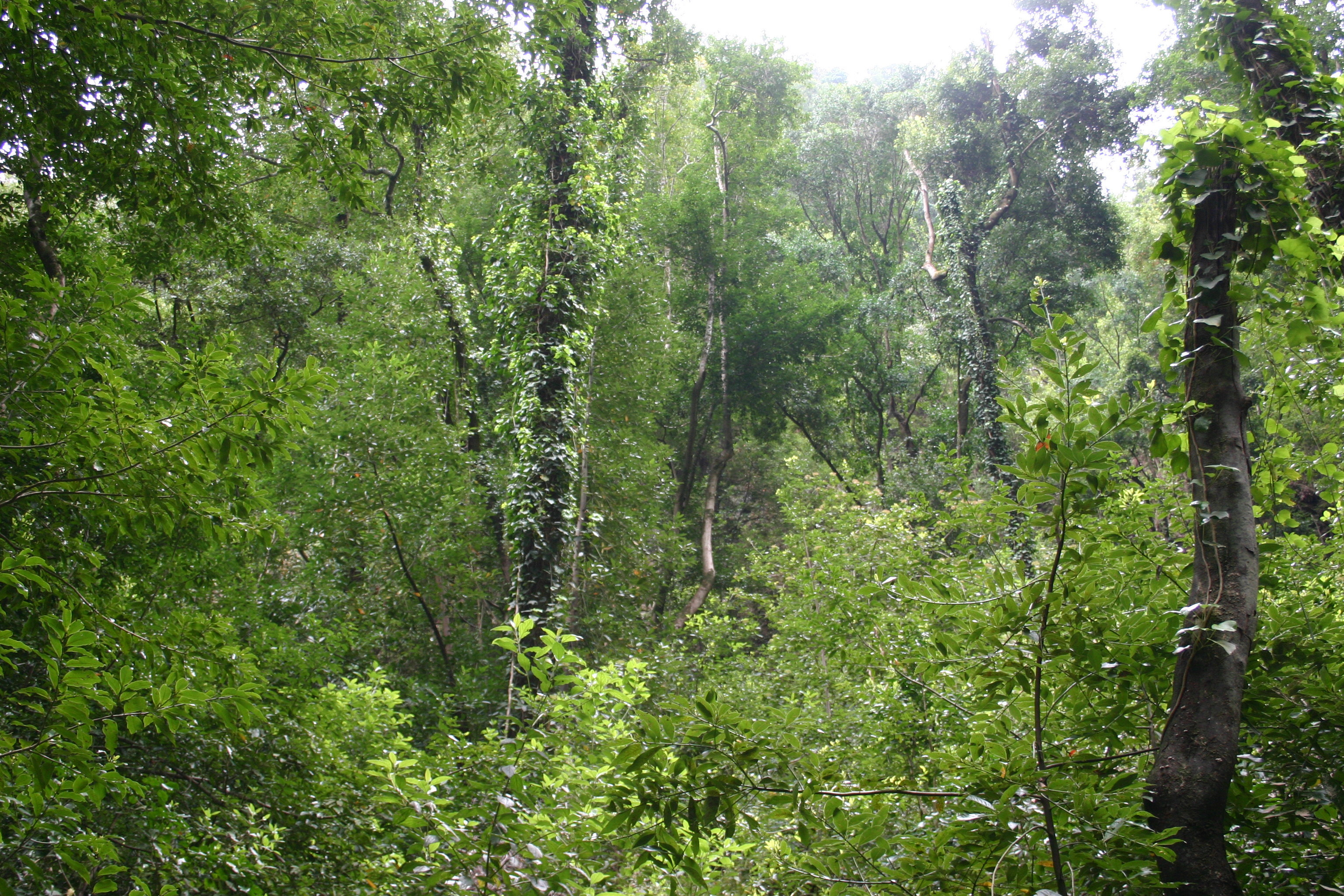
Bosque de laurisilva.

Este bosque se extendía durante el período terciario, hace más de 20 millones de años, por una amplia zona de la cuenca del Mediterráneo. Posteriormente, las glaciaciones que tuvieron lugar a finales de dicho período y durante buena parte del cuaternario fueron desplazando la laurisilva hacia regiones más templadas del sur, donde las condiciones eran más propicias para su supervivencia, asentándose de este modo en el norte de África y en los archipiélagos macaronésicos. Al concluir las glaciaciones, comenzó la extensión de los desiertos en África septentrional, por lo que este tipo de bosque quedó reducido a aquellas áreas, que actúan como bordes entre la zona templada y la intertropical (la Macaronesia). A lo largo de millones de años, este bosque ha sufrido muy pocas transformaciones evolutivas, por lo que es una reliquia viviente de las formaciones vegetales que cubrían gran parte de Europa durante el Terciario.

## Distribución

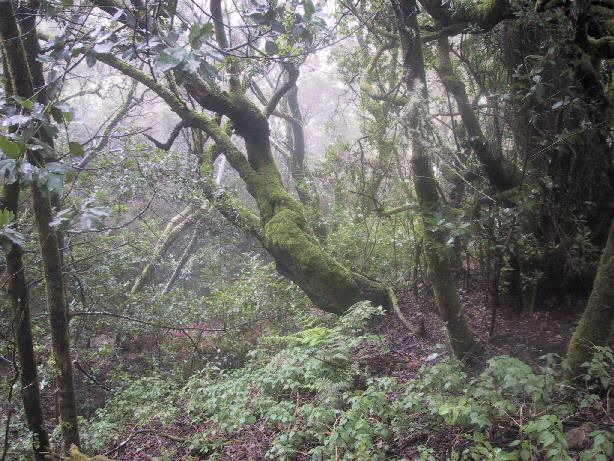
Bosque de laurisilva de Garajonay, en La Gomera (Canarias-España).

Actualmente las mejores representaciones de los bosques de laurisilva canaria se encuentran en el parque nacional de Garajonay de La Gomera, declarado parque nacional en 1981 y Patrimonio de la Humanidad por la UNESCO en 1986; el Canal y Los Tilos de La Palma,  declarado Reserva de la Biosfera por la UNESCO en 1983; y en el Parque rural de Anaga, declarado Reserva de la Biosfera por la UNESCO y el Monte del Agua dentro del Teno, ambos en Tenerife.
La isla de Gran Canaria presenta pequeños reductos degradados, como Los Tilos de Moya dentro del parque rural de Doramas, debido a que sus antaño grandes bosques fueron talados en el siglo XIX para conseguir madera con que abastecer a los vapores que recalaban en el Puerto de La Luz y de Las Palmas. Igualmente la zona alta de El Golfo en El Hierro también cuenta con zonas de laurisilva degradada.
Otras formaciones boscosas muy parecidas se encuentran en los archipiélagos portugueses de Azores y Madeira y en el parque natural Los Alcornocales, en el extremo meridional de la península ibérica, único lugar de la Europa continental que cuenta con una zona de laurisilva.

## Plantas

### Árboles
| Especie                        | Nombre común                           | Porte                   | Familia        | Distribución en las islas | Foto |
| ------------------------------ | -------------------------------------- | ----------------------- | -------------- | ------------------------- | ---- |
| Laurus novocanariensis         | Laurel, loro                           | Árbol                   | Lauraceae      | (L.F.)C.T.G.P.H.          |      |
| Ilex perado subsp. platyphylla | Naranjero salvaje                      | Árbol                   | Aquifoliaceae  | T.G.                      |      |
| Ilex perado subsp. lopezlilloi | Naranjero salvaje                      | Árbol                   | Aquifoliaceae  | G.                        |      |
| Ocotea foetens                 | Til, tilo                              | Árbol                   | Lauraceae      | C.T.G.P.H.                |      |
| Rhamnus glandulosa             | Sanguino                               | Árbol                   | Rhamnaceae     | C.T.G.P.                  |      |
| Euphorbia mellifera            | Tabaiba de monte, adelfa, filga        | Árbol                   | Euphorbiaceae  | T.G.P.                    |      |
| Picconia excelsa               | Paloblanco                             | Árbol                   | Oleaceae       | F.C.T.G.P.H.              |      |
| Persea indica                  | Viñátigo                               | Árbol                   | Lauraceae      | C.T.G.P.H.                |      |
| Heberdenia excelsa             | Sacatero, aderno                       | Árbol                   | Myrsinaceae    | F.C.T.G.P.H.              |      |
| Prunus lusitanica              | Hija                                   | Árbol                   | Rosaceae       | C.T.G.H.                  |      |
| Ilex canariensis               | Acebiño                                | Árbol                   | Aquifoliaceae  | C.T.G.P.H.                |      |
| Visnea mocanera                | Mocán                                  | Árbol pequeño u arbusto | Theaceae       | C.T.G.P.H.                |      |
| Salix canariensis              | Sauce canario, sao                     | Árbol                   | Salicaceae     | C.T.G.P.H.                |      |
| Arbutus canariensis            | Madroño canario                        | Árbol                   | Ericaceae      | C.T.G.P.H.                |      |
| Erica canariensis              | Brezo                                  | Arbusto o árbol         | Ericaceae      | (L.F.)C.T.G.P.H.          |      |
| Erica platycodon               | Tejo                                   | Arbusto o árbol         | Ericaceae      | T.G.H.                    |      |
| Viburnum rigidum               | Follao                                 | Arbusto                 | Caprifoliaceae | C.T.G.P.H.                |      |
| Morella faya                   | Haya, faya                             | Árbol                   | Myricaceae     | (L.F.)C.T.G.P.H.          |      |
| Sideroxylon canariense         | Marmulano, marmulán                    | Árbol                   | Sapotaceae     | F.C.T.G.P.H.              |      |
| Pleiomeris canariensis         | Delfino, coderno                       | Árbol o arbusto         | Myrsinaceae    | C.T.G.P.                  |      |
| Sambucus palmensis.            | Saúco, sabugo                          | Árbol                   | Caprifoliaceae | C.T.G.P.                  |      |
| Persea barbujana               | Barbuzano                              | Árbol                   | Lauraceae      | F.C.T.G.P.H.              |      |
| Myrica rivas-martinezii        | Faya romana, haya romana, faya herreña | Árbol                   | Myricaceae     | G.P.H.                    |      |

### Trepadoras
| Especie                       | Nombre común                      | Familia        | Distribución en las islas | Foto |
| ----------------------------- | --------------------------------- | -------------- | ------------------------- | ---- |
| Convolvulus canariensis       | Corregüelón de monte              | Convolvulaceae | C.T.G.P.H.                |      |
| Canarina canariensis          | Bicacarera                        | Campanulaceae  | C.T.G.P.H.                |      |
| Semele androgyna              | Gibalbera, alicacan               | Liliaceae      | C.T.G.P.H.                |      |
| Hedera helix ssp. canariensis | Hiedra silvestre, hiedra de monte |                |                           |      |
| Smilax canariensis            | Zarzaparrilla sin espinas         | Smilacaceae    | F.C.T.G.P.                |      |
| Smilax aspera mauritanica     | Zarzaparrilla                     | Smilacaceae    | F.C.T.G.P.H.              |      |
| Tamus edulis                  | Norsa                             | Dioscoreaceae  | C.T.G.P.H.                |      |

### Arbustos
| Especie                 | Nombre común                             | Porte                                                    | Familia          | Distribución en las islas                                        | Foto |
| ----------------------- | ---------------------------------------- | -------------------------------------------------------- | ---------------- | ---------------------------------------------------------------- | ---- |
| Sideritis discolor      | Salvia Amarilla, Salviablanca de Doramas | Herbácea en sus primeros años se lignifica con el tiempo | Labiatae         | C.                                                               |      |
| Adenocarpus ombriosus   | Escobón negro, codeso                    | Arbusto                                                  | Leguminosae      | H.                                                               |      |
| Clethra arborea         | Árbol de Santa María                     | Arbusto                                                  | Clethraceae      | (T) (Se duda si esta población extinta era nativa o introducida) |      |
| Solanum vespertilio     | Rejalgadera                              | Arbusto                                                  | Solanaceae       | C.T.                                                             |      |
| Scrophularia calliantha | Bella de risco                           | Arbusto                                                  | Scrophulariaceae | C.                                                               |      |
| Gesnouinia arbórea      | Estrelladera, ortigón de monte           | Arbusto, en ocasiones adquiere porte arbóreo             | Urticaceae       |                                                                  |      |
| Dorycnium spectabile    | Trébol de risco rosado                   |                                                          | Leguminosae      | T.                                                               |      |
| Cedronella canariensis  | Algaritofe                               | Arbustiva poco leñosa                                    | Lamiaceae        | C.T.P.G.H.                                                       |      |
| Echium pininana         | Pininana                                 | Arborescente                                             | Boraginaceae     | P.                                                               |      |
| Anagyris latifolia      | Oro de risco                             |                                                          | Leguminosae      | C.T.G.P.                                                         |      |
| Bencomia sphaerocarpa   | Bencomia                                 | Arbusto                                                  | Rosaceae         | H.                                                               |      |
| Asparagus fallax        | Esparraguera                             |                                                          | Asparagaceae     | T.G.                                                             |      |
| Euphorbia lambii        | Higuerilla                               | Arbusto                                                  | Euphorbiaceae    | G.                                                               |      |
| Phillyrea angustifolia  | Olivillo                                 |                                                          | Oleaceae         | L.F.C.                                                           |      |
| Cheirolophus anagensis  |                                          |                                                          |                  |                                                                  |      |
| Cheirolophus arboreus   | Cabezón negro                            | Arbusto                                                  | Asteraceae       | P.                                                               |      |
| Gonospermum gomerae     |                                          | Arbusto                                                  | Asteraceae       | G.                                                               |      |
| Sonchus wildpretii      | Balillo de Agando                        | Arbusto                                                  | Asteraceae       | G.                                                               |      |
| Echium acanthocarpum    |                                          |                                                          | Boraginaceae     | G.                                                               |      |
| Sideritis guayedrae     | Salviablanca de Guayedra                 | Leñoso ramificado                                        | Labiatae         | C.                                                               |      |

### Herbáceas

#### Espermatofitas
| Especie                                      | Nombre común                                 | Porte                                                           | Familia          | Distribución en las islas                   | Foto |
| -------------------------------------------- | -------------------------------------------- | --------------------------------------------------------------- | ---------------- | ------------------------------------------- | ---- |
| Carex perraudieriana                         | -                                            | Herbácea                                                        | Cyperaceae       | T.G.P.                                      |      |
| Sonchus acaulis                              | Cerraja, cerrajón.                           | Arbusto de tallo leñoso corto, plantas de 0,5 -0,8 m de altura. | Asteraceae       | T.G.                                        |      |
| Ageratina adenophora                         | Matoespuma                                   |                                                                 | Compositae       | C.T.G.P. (Introducida invasora)             |      |
| Ageratina riparia                            | Matoespuma fino                              |                                                                 | Compositae       | T.G.P. (Introducida invasora)               |      |
| Urtica morifolia                             | Ortigón de monte                             | Herbácea o arbustiva                                            | Urticaceae       | C.T.G.P.H.                                  |      |
| Myosotis latifolia                           | No me olvides                                |                                                                 | Boraginaceae     | C.T.G.P.H.                                  |      |
| Tradescantia fluminensis                     | Amor de hombre, Oreja de gato                | Herbácea                                                        | Commelinaceae    | C.T.G.P. (Introducida invasora)             |      |
| Hypericum coadunatum                         | Malfurado de manantial                       | Subarbusto                                                      | Guttiferae       | G.                                          |      |
| Cerastium sventenii                          | Rilla                                        | Hierba o pequeño arbusto                                        | Caryophyllaceae  | H.(En T. y P. aparece en hábitat de cumbre) |      |
| Lotus dumetorum                              | Corazoncillo de Anaga, corazoncillo de risco | Arbusto bajo y densamente ramificado                            | Fabaceae         | T.                                          |      |
| Phyllis nobla                                | Capitana                                     |                                                                 | Rubiaceae        | C.T.G.P.H.                                  |      |
| Geranium canariensis                         | Geranio de monte, pata de gallo              | Herbácea                                                        | Geraniaceae      |                                             |      |
| Dracunculus canariensis                      | Tacorontilla                                 | Herbácea                                                        | Araceae          | F.C.T.G.P.H.                                |      |
| Arum italicum canariensis                    |                                              | Geófito                                                         | Araceae          | L.C.T.G.P.                                  |      |
| Isoplexis chalcantha                         | Cresta de gallo de Moya                      | Arbustivo con base leñosa                                       | Scrophulariaceae | C.                                          |      |
| Isoplexis canariensis                        | Cresta de gallo de Tenerife                  |                                                                 | Scrophulariaceae | T.G.P.                                      |      |
| Aeonium virgineum                            | Veroles, gongano                             | Suculento sin tallo                                             | Crassulaceae     | C.                                          |      |
| Aeonium cuneatum                             | Bequeque de monte                            | Herbácea suculenta                                              | Crassulaceae     | T.                                          |      |
| Aeonium spathulatum                          | -                                            | Subarbusto pequeño en forma de roseta                           | Crassulaceae     | C,T,P,G,H                                   |      |
| Aeonium goochiae                             | Melera                                       | Subarbusto pequeño en forma de roseta                           | Crassulaceae     | P                                           |      |
| Helianthemum teneriffae                      |                                              | Arbusto                                                         | Cistaceae        | T.                                          |      |
| Cistus chinamadensis                         | Jara                                         | Arbusto                                                         | Cistaceae        | T.G.                                        |      |
| Argyranthemum adauctum subsp. erythrocapon   | Magarza                                      |                                                                 | Asteraceae       | H.                                          |      |
| Argyranthemum adauctum subsp. jacobaeifolium | Magarza de Doramas                           |                                                                 | Asteraceae       | C.                                          |      |
| Argyranthemum adauctum subsp. palmensis      | Margarita                                    |                                                                 | Asteraceae       | P.                                          |      |
| Habenaria tridactylites                      | Orquídea de tres dedos                       |                                                                 | Orchidaceae      | C.T.G.P.H.                                  |      |
| Aichryson pachycaulon praetermissum          | -                                            | Herbáceo                                                        | Crassulaceae     | G.                                          |      |
| Aichryson brevipetalum                       | Gongarillo de Las Nieves                     | Herbácea                                                        | Crassulaceae     | P.                                          |      |
| Aichryson punctatum                          | Gongarillo punteado                          | Herbácea                                                        | Crassulaceae     | F.G.T.G.P.H.                                |      |
| Aichryson palmense                           | Gongarillo palmero                           | Herbácea                                                        | Crassulaceae     | P.                                          |      |
| Aichryson bollei                             | Gongarillo de Bolle                          | Herbácea                                                        | Crassulaceae     | P.                                          |      |
| Aichryson laxum                              | Gongarillo canario                           | Herbácea                                                        | Crassulaceae     | F.G.T.G.P.H.                                |      |
| Crambe feuillei                              | Col de risco                                 |                                                                 | Cruciferae       | H.                                          |      |
| Crambe gomerae                               | Col de risco                                 |                                                                 | Cruciferae       | G.                                          |      |
| Crambe microcarpa                            | Col de risco                                 |                                                                 | Cruciferae       | P.                                          |      |
| Crambe pritzelii                             | Col de risco                                 |                                                                 | Cruciferae       | C.                                          |      |
| Crambe santosii                              | Col de risco                                 |                                                                 | Cruciferae       | P.                                          |      |
| Crambe strigosa                              | Col de risco                                 |                                                                 | Cruciferae       | T.G.                                        |      |
| Crambe wildpretii                            | Col de risco                                 |                                                                 | Cruciferae       | G.                                          |      |
| Micromeria varia                             | Tomillo de monte                             |                                                                 | Lamiaceae        | L.F.G.T.G.H.                                |      |
| Pericallis multiflora                        | Alamillo de Acentejo                         |                                                                 | Asteraceae       | T.                                          |      |
| Pericallis echinata                          |                                              | Herbácea                                                        | Asteraceae       | T.                                          |      |
| Pericallis tussilaginis                      |                                              | Leñosa                                                          | Asteraceae       | G.T.                                        |      |
| Pericallis hansenii                          | Alamillo gomero                              |                                                                 | Asteraceae       | G.                                          |      |
| Pericallis hadrosoma                         | Flor de mayo leñosa                          |                                                                 | Asteraceae       | C.                                          |      |
| Tolpis glabrescens                           | Lechuguilla de Chinobre                      |                                                                 | Asteraceae       | T.                                          |      |
| Ixanthus viscosus                            | Reina del Monte                              | Arbusto herbáceo                                                |                  |                                             |      |
| Scrophularia smithii                         | Fistulera                                    |                                                                 | Scrophulariaceae |                                             |      |
| Viola anagae                                 | Violeta de Anaga                             | Herbácea                                                        | Violaceae        | T.                                          |      |
| Ranunculus cortusifolius                     | Morgallón, morgallana                        |                                                                 | Ranunculaceae    | L.F.C.T.G.P.H.                              |      |

#### Pteridofitas
| Especie                            | Nombre común                               | Familia          | Distribución en las islas | Foto |
| ---------------------------------- | ------------------------------------------ | ---------------- | ------------------------- | ---- |
| Pteridium aquilinum                | Helechera                                  | Hypolepidaceae   | L.C.T.G.P.H.              |      |
| Diplazium caudatum                 | Helecho de monte, pírgano negro (La Palma) | Athyriaceae      | C.T.G.P.                  |      |
| Polystichum setiferum              |                                            | Dryopteridaceae  | T.G.P.H.                  |      |
| Polystichum aculeatum              |                                            | Dryopteridaceae  | T.C.P.                    |      |
| Athyrium filix-femina              | Helecho hembra, helecho de pozo            | Athyriaceae      | C.T.G.P.H.                |      |
| Blechnum spicant                   |                                            | Blechnaceae      | T.G.                      |      |
| Asplenium hemionitis               | Pie de gallo, hierba candil                | Aspleniaceae     | L.F.C.T.G.P.H.            |      |
| Asplenium aureum                   | Doradilla                                  | Aspleniaceae     |                           |      |
| Asplenium lolegnamense             | Doradilla                                  | Aspleniaceae     |                           |      |
| Asplenium monanthes                |                                            | Aspleniaceae     | P.                        |      |
| Asplenium filare subsp. canariense |                                            | Aspleniaceae     | T.P.H.                    |      |
| Davallia canariensis               | Batatilla                                  | Davalliaceae     | L.F.C.T.G.P.H.            |      |
| Polypodium macaronesicum           |                                            | Polypodiaceae    | L.F.C.T.G.P.H.            |      |
| Hymenophyllum tunbrigense          |                                            | Hymenophyllaceae | C.T.G.                    |      |
| Vandenboschia speciosa             | Helecho cristal, helechillo                | Hymenophyllaceae | C.T.G.P.H.                |      |
| Asplenium onopteris                | Culantrillo negro, doradilla negra         | Aspleniaceae     | L.F.C.T.G.P.H.            |      |
| Dryopteris oligodonta              | Helecho macho                              | Dryopteridaceae  | C.T.G.P.H.                |      |
| Dryopteris guanchica               |                                            | Dryopteridaceae  | T.G.                      |      |
| Dryopteris aemula                  |                                            | Dryopteridaceae  | G.                        |      |
| Culcita macrocarpa                 | Helecho colchonero                         | Dicksoniaceae    | T.                        |      |
| Woodwardia radicans                | Píjara, helecho de cumbre                  | Blechnaceae      | C.T.G.P.H.                |      |
| Pteris incompleta                  | Helecho rajuño                             | Ptericidae       | C.T.G.P.                  |      |